# María Rosa Adrover Martí
María Rosa Adrover Martí (22. července 1888, San Roque – 7. srpna 1936, Vallirana) byla španělská římskokatolická řeholnice kongregace Sester dominikánek učení od Neposkvrněného početí a mučednice. Katolická církev jí uctívá jako blahoslavenou.

## Život
Narodila se 22. července 1888 v obci San Roque v provincii Cádiz jako dcera adjutanta námořnictva Vicenta Adrovera Zaragozy. Byla nejstarší ze tří sourozenců ale brzy osiřela. Pokřtěna byla 27. července. Rodina se poté přestěhovala do Vilanova i la Geltrú. Když jí bylo osm let odešli do Villajoyosy. Stala se členkou náboženského sdružení Hijas de María (Dcery Marie).
Roku 1915 odešla do Barcelony ke své tetě, kde pracovala v šicí dílně a sloužila u hrabat z Güellu. Rozhodla se pro řeholní život a 5. srpna 1920 vstoupila do kongregace Sester dominikánek učení od Neposkvrněného početí. Její domovskou komunitou se stala komunita sester Santa Catalina de Siena v Barceloně. V této komunitě již pobývala její sestřenice María del Carmen Zaragoza y Zaragoza, která s ní byla později zavražděna. Roku 1921 oblékla řeholní hábit. Roku 1924 se stala kostelnicí a učitelkou chudých dívek.
Po vypuknutí Španělské občanské války v červenci 1936 a začátku pronásledování katolické církve byly sestry nuceny opustit klášter a odejít se ukrýt do domů přátel a rodin.
María odešla se svou sestřenicí do domu lékárníka. Dne 7. srpna je navštívila jejich převorka a předala jim peníze na cestu do Valencie. Sestry se rozhodli odejít ale na ulici je zatkly. Milicionáři je odvedli do lesa Lledoner v obci Vallirana kde byly mučeny a zastřeleny. Jejich těla byly pohřbeny ve dvou oddělených hrobech na hřbitově ve Valliraně. V červenci 1942 byly těla exhumovány a přeneseny do Colegio de Barcelona na ulici Calle Mallorca. Na místě jejich umučení bylo postaveno malé mauzoleum.

## Proces blahořečení
Dne 8. ledna 1958 byl v barcelonské arcidiecézi zahájen její proces blahořečení. Do procesu byli zařazeni také dva dominikánští terciáři a 9 dominikánských sester. 
Dne 19. prosince 2005 uznal papež Benedikt XVI. jejich mučednictví. Blahořečeni byli 28. října 2007.